# جب خساره
جب خساره (به عربی: جب خسارة) یک روستا در سوریه است که در ناحیه سعن واقع شده‌است. جب خساره ۳۰۰ نفر جمعیت دارد.